# Tromeja
Tromeja je točka kjer se stika meja treh držav.

## Tromeje v Sloveniji
Nad Ratečami je na vrhu gore Peč (1510 m) tromeja med Slovenijo, Italijo in Avstrijo. Obenem je ta točka stičišče treh kultur: slovanske, romanske in germanske. Vsako leto se na vrhu srečajo predstavniki vseh treh narodnosti in tu se je rodila tudi zamisel o organizaciji olimpijskih iger treh dežel. 
V občini Kuzma na Goričkem, blizu naselja Trdkova, je tromeja med Slovenijo, Avstrijo in Madžarsko. Ta tromeja je zaznamovana s piramidastim tromejnim kamnom iz leta 1924 in ima tudi svoje ime: Tromejnik (SLO), Dreilanderecke (AUT) ali Harmashatar (HUN).
Na tromeji med Slovenijo, Madžarsko in Hrvaško se konča tok reke Ledave. 

## Tromeje v Evropi
- Albanija – Grčija – Makedonija
- Albanija – Makedonija – Kosovo,
- Albanija – Črna gora – Kosovo
- Andora – Francija – Španija
- Andora – Francija – Španija
- Belgija – Nemčija – Luksemburg
- Belgija – Nemčija – Nizozemska
- Belgija – Francija – Luksemburg
- Bosna in Hercegovina – Hrvaška – Črna gora
- Bosna in Hercegovina – Hrvaška – Srbija
- Bosna in Hercegovina – Črna gora – Srbija
- Bolgarija – Grčija – Makedonija
- Bolgarija – Grčija – Turčija
- Bolgarija – Makedonija – Srbija
- Bolgarija – Romunija – Srbija
- Nemčija – Francija – Luksemburg,
- Nemčija – Francija – Švica
- Nemčija – Poljska – Češka
- Nemčija – Švica – Avstrija
- Nemčija – Češka – Avstrija
- Estonija – Latvija – Rusija
- Finska – Norveška – Rusija
- Finska – Norveška – Švedska
- Francija – Italija – Švica
- Italija – Švica – Avstrija
- Italija – Slovenija – Avstrija
- Hrvaška – Srbija – Madžarska
- Hrvaška – Slovenija – Madžarska
- Latvija – Litva – Belorusija
- Latvija – Rusija – Belorusija
- Lihtenštajn – Švica – Avstrija
- Lihtenštajn – Švica – Avstrija
- Litva – Poljska – Rusija
- Litva – Poljska – Belorusija
- Moldavija – Romunija – Ukrajina
- Moldavija – Romunija – Ukrajina
- Poljska – Slovaška – Češka
- Poljska – Slovaška – Ukrajina,
- Poljska – Ukrajina – Belorusija
- Romunija – Srbija – Madžarska
- Romunija – Ukrajina – Madžarska,
- Rusija – Ukrajina – Belorusija
- Slovaška – Ukrajina – Madžarska
- Slovaška – Madžarska – Avstrija
- Slovaška – Češka – Avstrija
- Slovenija – Avstrija – Madžarska